# Sylwester Chruszcz
Sylwester Arkadiusz Chruszcz (n. 22 august 1972, Głogów, Masovian Voivodeship⁠(d), Przysucha County⁠(d), Mazovia, Polonia) este un om politic polonez, membru al Parlamentului European în perioada 2004-2009 din partea Poloniei.
1. ↑  Deputații în Parlamentul European